# Román protokronizmus

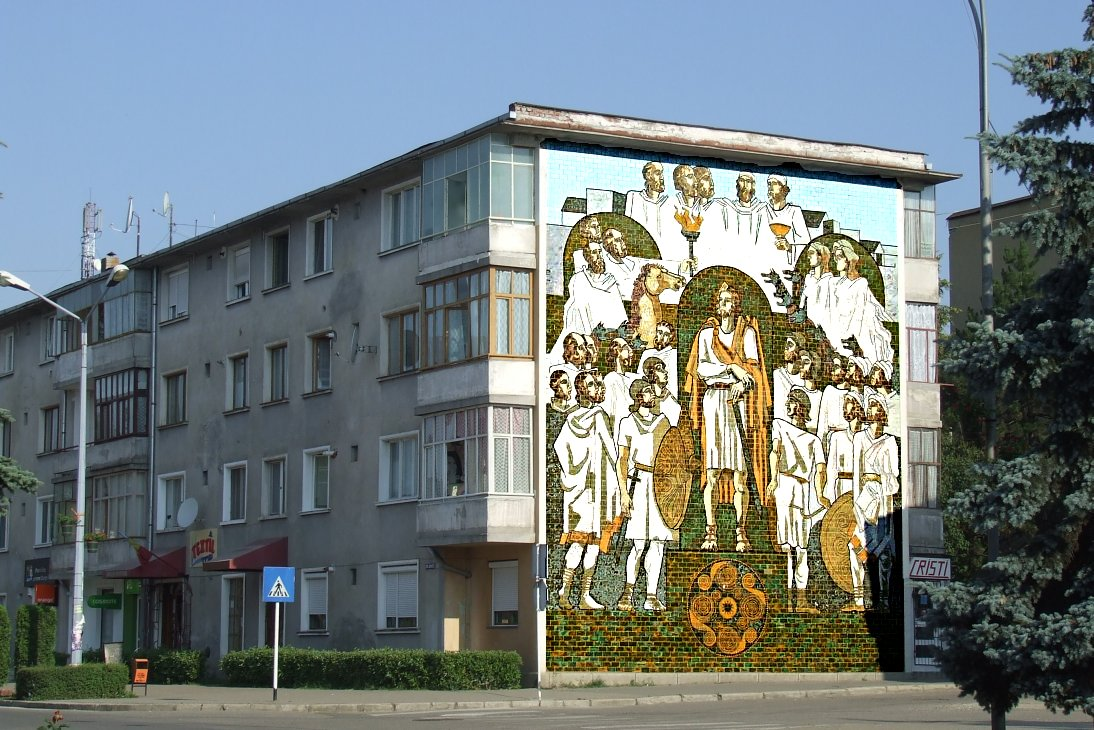
Dák jelenetet ábrázoló falfestmény egy Ceausescu korabeli lakóházon, amely a román kommunizmus sajátos nacionalista vonásait mutatja be.

A román protokronizmus kifejezés azoknak az áltudományos nyelvészeti, régészeti, és történelmi elméleteknek a gyűjtőneve, melyek Románia és a román nép egészének egy idealizált múltat tulajdonítanak, nagyrészt megkérdőjelezhető adatokra, és szubjektív értelmezésre támaszkodva.

## Eredete és jellemzői
Bár a kifejezés különösen Nicolae Ceaușescu rendszere alatt terjedt el, a román tudományosságban több mint egy évszázadra nyúlik vissza. A kifejezés két ógörög szóból tevődik össze: a proto előtag jelentése "első" vagy "valami előtti", míg a chrono utótag jelentése "idő". A szó jelentése tehát "idő előtti", esetleg "időben első". A protokronista elméletek valamilyen módon mindig kapcsolatban vannak az ókori dákokkal, és a dák–római folytonossággal. Az ilyen elméletek követőit Romániában gyakran a dacopat ("dákopata"), vagy dacoman ("dák-mániás") szavakkal illetik. Angol nyelvterületen a protochronism szó alatt általában a román protokronizmust értik, bár jelölheti más országok hasonló elméleteit is. Azért, hogy azoktól megkülönböztessék, újabban a Dacism~Dacianism („dákizmus”) kifejezés is használatba került. A protokronista elméletekhez legtöbbször szélsőséges nacionalizmus és sovinizmus társul.

## Néhány példa
- Cezar Bolliac újságíró, amatőr régész az 1870-es években azt állította, hogy felfedezte a dák ábécét, valamint bizonyos „őskori” pipaleletek alapján arra a következtetésre jutott, hogy a dákok dohányoztak.
- Nicolae Densușianu "Az őskori Dácia (Dacia preistorică)" című művében azt állította, hogy Kr. e. 6000 táján az akkori Dáciából alakult ki a pelazg birodalom, amely Uranus és Saturnus királyok idején minden idők legnagyobb birodalmává nőtte ki magát: egész Európát, a mediterráneumot, Egyiptomot és Észak-Afrikát is magába foglalta. Szerinte az egész emberi civilizáció a dákoktól származik, még a római is. Amellett érvelt, hogy a latin és a dák ugyanazon nyelv dialektusai voltak, mivel szerinte Traianus oszlopán a rómaiak kedélyesen csevegnek a dákokkal, vagyis nem kellett nekik tolmács.
- Nicolae Portocală tábornok 1932-ben megírta "Dácia és a régi civilizációk őstörténete (Din preistoria Daciei și a vechilor civilizații)" című könyvét, amelyben határozottan kijelentette, hogy a dákok mindig is egyfajta rusztikus latin nyelvet beszéltek: „A talián is románul beszél, csak rosszul.” Továbbá nem a román nyelv „romlott latin”, hanem a latin egy „romlott román”.
- Marin Bărbulescu-Dacu 1936-ban megírta "A román nyelv dák-trák eredete (Originea daco-tracică a limbii române)" című könyvét, amelyben arra a következtetésre jutott, hogy a mai román nyelv nem egyéb, mint maga a dák nyelv. Azaz ma is dákul tanul minden gyerek az iskolában.
- Ioan Alexandru Brătescu-Voinești író 1943-ban megírta "A román nemzet és nyelv eredete (Originea neamului românesc și a limbii noastre)" című művét, melyben kijelenti: „Mi nem újlatinok, mi őslatinok vagyunk.” És: „A latin a géta-dákok nyelvének irodalmi formája volt.”
- Ion Horațiu Crișan történész 1975-ben megírta "Burebista és kora (Burebista și epoca sa)" című könyvét, melyben "bebizonyította" a dák írásbeliség létét, sőt, odáig ment a kutatásban, hogy kijelentette: „A román filozófia történetébe külön fejezetben kell beiktatni a géta-dák filozófiát…”
- Gheorghe Funar közgazdász, expolgármester és áltörténész 2015-ben megírta legújabb könyvét, melynek címe: "Kiderül az Igazság Isten valódi Életrajzáról (Se află Adevărul privind adevărata Biografie a lui Dumnezeu)." A könyvben Funar "igazolja" hogy: a. Isten Fia nem volt zsidó. b. Az Ember Fiát nem metélték körül születése után nyolc nappal. c. Az igazi Szentföld Géto-Dácia területén található, ahol nem volt szokásban a körülmetélés. d. Jézus Krisztus szülei géta-dákok voltak. e. Isten és az Ember Fia géta-dák volt. f. Maga Isten is géta-dák.
- Lucian Cueșdean orvos és dákkutató 2015-ös könyvében, melynek címe: "Szenzáció! Több mint 2500 éve románok vagyunk! (Senzațional! Suntem români de peste 2500 ani)", a következőket állítja: a. A pandzsábi nyelv 2000 színtiszta román szót tartalmaz, a pandzsábiak pedig egy géta törzs leszármazottai, ugyanúgy, mint a románok. A géta törzsek egy Közép-Európától Kínáig és Indiáig terjedő hatalmas területen éltek. A 2500 évvel ezelőtt Közép-Ázsiában éldegélő ős-pandzsábi törzset a kínaiak jueciknek, vagyis gétáknak nevezték. 2500 évvel ezelőtt a Római Birodalom még nem létezett, tehát a román nyelv régebbi, mint a római. A múltban egyetlen európai nyelv létezett: az ősromán, avagy a géta-dák. Szerinte ha a pandzsábiak románul beszélnek, akkor valójában románok.

## Dák írásbeliség

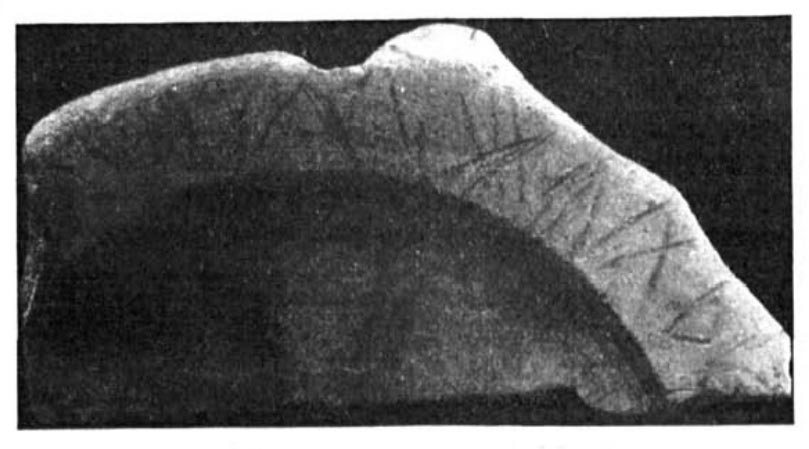
A Mihail Dimitriu által megtalált, görög betűs cserépdarab

A "dák ábécé" a román protokronizmusban  használt kifejezés, amely a dákok feltételezett ábécéjére és írásbeliségére vonatkozó áltudományos állításokra vonatkozik. Egykori létezésének lehetőségét először a 19. század végén vetették fel román nacionalisták. Véleményük szerint, Dacia meghódítása és a Római Birodalomba való beolvasztása előtt, létezett valamiféle dák írásbeliség, de ezt az ötletet a modern tudományosság következetesen elutasítja és áltudománynak tekinti. Sorin Olteanu, a bukaresti Vasile Pârvan Régészeti Intézet szakértője szerint "[a dák írás] puszta kitaláció [...] tisztán és egyszerűen dák írás nem létezik", hozzátette, hogy "sok kutató úgy véli, hogy az írás használata vallási tabu lehetett a dákok körében". Bizonyitékként gyakran egy Mihail Dimitriu által, a Galac megyei Poianan-n, 1933-ban megtalált cseréptöredékre hivatkoznak, amelyen görög betűk láthatók. A cserépdarab a La Tène-korból származó vázatöredék, amiről a korabeli román régészek és történészek elismerték, hogy a készítője írástudatlan volt, és a szöveg nem más, mint a görög betűk analfabéta utánzata. Ez nem dák írásbeliségre, hanem a görög ábécé vizuális ismeretére, és véleményük szerint erős görög kulturális hatásra utal, a római inváziót megelőző La Tène-korban.
Néhány, a 19. század végén tevékenykedő, később protokronistaként nyilvántartott román szerző, különösen a költő, újságíró és egyben lelkes amatőr régész Cezar Bolliac, azt állították, hogy felfedezték a dák ábécét. Emiatt nemcsak napjaink kutatói, de már a kortárs nyelvészek és régészek is, mint például Alexandru Odobescu azonnal bírálták őket.
2002-ben egy egy erősen megosztó román régésznő, Viorica Enăchiuc a Rohonci kódex teljes általa való fordítását közzétette. Állítása szerint a szöveget Dacia vulgáris latin nyelvén, azaz (véleménye szerint) a mai román nyelv egy korábbi nyelvállapotában írták, melynek tartalma a Blaki (Vlah) nép 11–12. századi magyar- és a besenyőellenes harcait írja le. Enăchiuc írását nyelvészeti és történészi kritika éri.